# Atlantis 2000
Atlantis 2000 war der Name eines Musikprojektes des deutschen Produzenten Alfons Weindorf (* 18. Mai 1964) und des Musikers und Texters Helmut Frey (* 29. September 1947). Es wurde Ende 1990 in München für die Teilnahme an Ein Lied für Rom, der deutschen Vorausscheidung für den Eurovision Song Contest 1991 im darauffolgenden Jahr gebildet. Weitere Mitglieder der Gruppe waren neben Frey und Weindorf Jutta Niedhardt (19. April 1965 in Harzgerode), Klaus Pröpper, Clemens Weindorf (* 13. August 1959) sowie Eberhard Wilhelm (* 1952 in Baden-Baden).

## Werdegang
Der von Weindorf komponierte und von Frey getextete Song Dieser Traum darf niemals sterben setzte sich am 21. März 1991 bei der ersten gesamtdeutschen Vorentscheidung im Berliner Friedrichstadtpalast mit 18,5 Prozent der Jurystimmen gegen neun andere Titel durch. Die überraschende Wahl der 1000 repräsentativ zur Abstimmung ausgesuchten Fernsehzuschauer stieß bereits während der Veranstaltung auf den Unmut der Zuschauer, die das Ergebnis mit Buhrufen quittierten. Beim 36. Eurovision Song Contest in Rom trat Hermann Weindorf, der älteste der Weindorf-Brüder, als Dirigent auf. Atlantis 2000 erhielt nur aus drei Ländern Punkte und landete auf Platz 18 von 22 Teilnehmern. Nach dem Grand Prix löste sich die Gruppe auf.
Ein weiterer Titel von Atlantis 2000 ist Eines Tags. Der Song wurde auf ihrer Single veröffentlicht.

## Diskografie
Singles
- 1991: Dieser Traum darf niemals sterben